# Sentenac-de-Sérou
Sentenac-de-Sérou is een gemeente in het Franse departement Ariège (regio Occitanie) en telt 36 inwoners (2009). De plaats maakt deel uit van het arrondissement Foix.

## Geografie
De oppervlakte van Sentenac-de-Sérou bedraagt 12,5 km², de bevolkingsdichtheid is dus 2,9 inwoners per km².
De gemeente ligt op de nordflank van de col de Péguère en de bron van de Arize. Zij ligt geheel in het Regionaal Natuurpark Pyrénées Ariègeoises.
De onderstaande kaart toont de ligging van Sentenac-de-Sérou met de belangrijkste infrastructuur en aangrenzende gemeenten.

## Demografie
Onderstaande figuur toont het verloop van het inwonertal (bron: INSEE-tellingen).

Vanwege een beveiligingsprobleem met de MediaWiki Graph-software is het momenteel niet mogelijk deze grafiek weer te geven. Zodra de software is bijgewerkt zal de grafiek vanzelf weer zichtbaar worden.